# Chiesa dei Gesuiti (Vienna)
La Jesuitenkirche (chiesa dei gesuiti), nota anche come Universitätskirche (chiesa dell'università) è una chiesa ricchissima di decorazioni che si trova a Vienna, (Austria) in piazza Dr. Ignaz Seipel, immediatamente adiacente agli edifici della vecchia università cittadina.

## Storia e descrizione

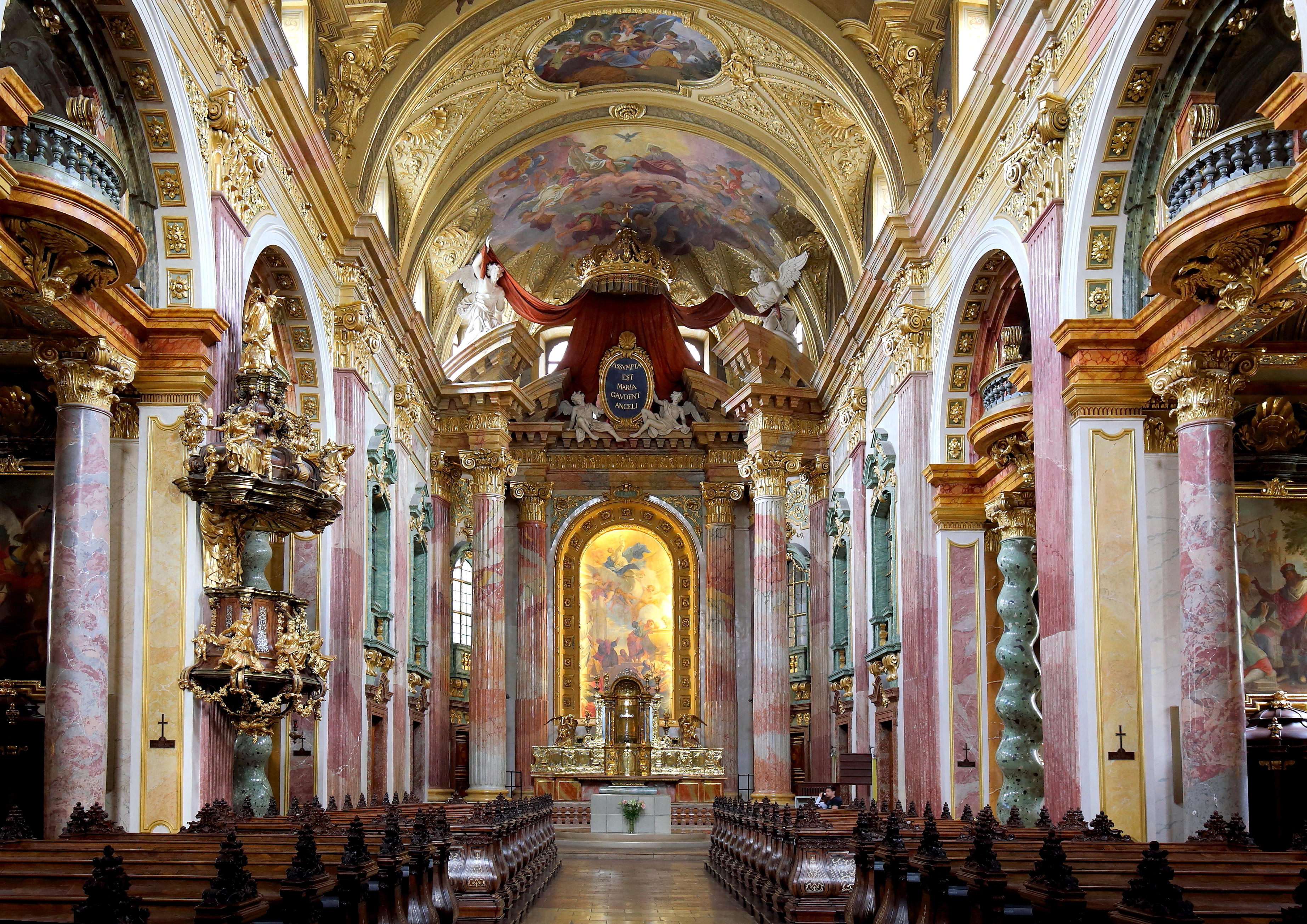
veduta dell'interno

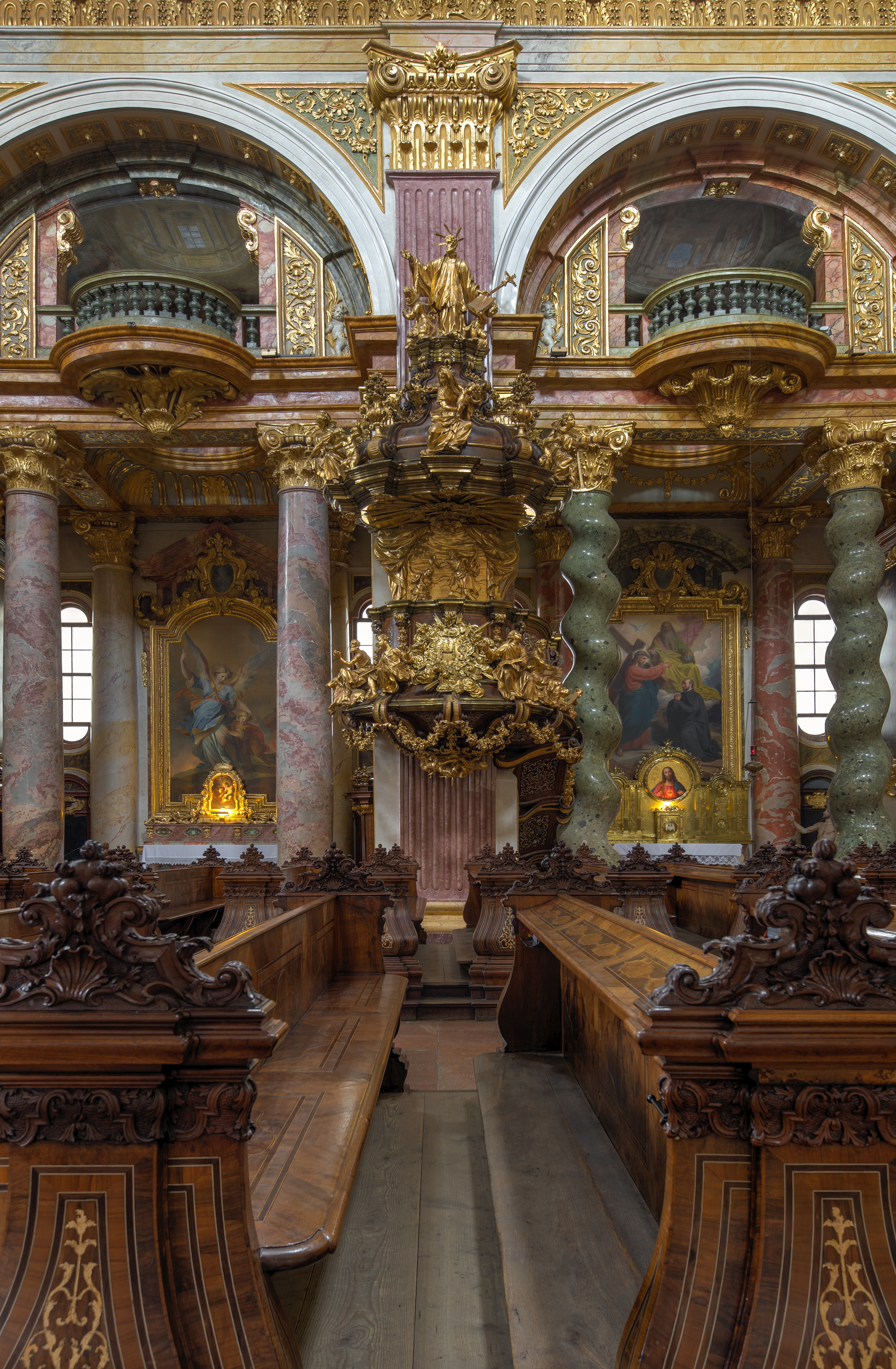
Impressione del pulpito

La Jesuitenkirche fu costruita tra il 1623 e il 1627 al posto di un'antica cappella, al tempo in cui i gesuiti unirono il loro collegio con la facoltà di filosofia e teologia dell'università di Vienna. L'imperatore diede inizio ai lavori sia per la costruzione del collegio sia per quella della chiesa, quest'ultima dedicata ai santi Ignazio di Loyola e Francisco Xavier.
Nel 1703 il fratello gesuita Andrea Pozzo aggiunse due torri gemelle e rielaborò la facciata in stile barocco. La chiesa fu poi ridedicata all'Assunzione di Maria. Nonostante il suo aspetto esteriore relativamente austero, l'interno è straordinariamente lussuoso, con colonne di marmo surrogato, dorature, diversi affreschi allegorici e straordinarie cupole a soffitto in stile trompe-l'œil.
Immediatamente accanto si trova l'Aula, luogo che vide la prima dell'oratorio di Haydn Die Schöpfung (La Creazione) e della Settima Sinfonia di Beethoven.